# Umberto Boccioni

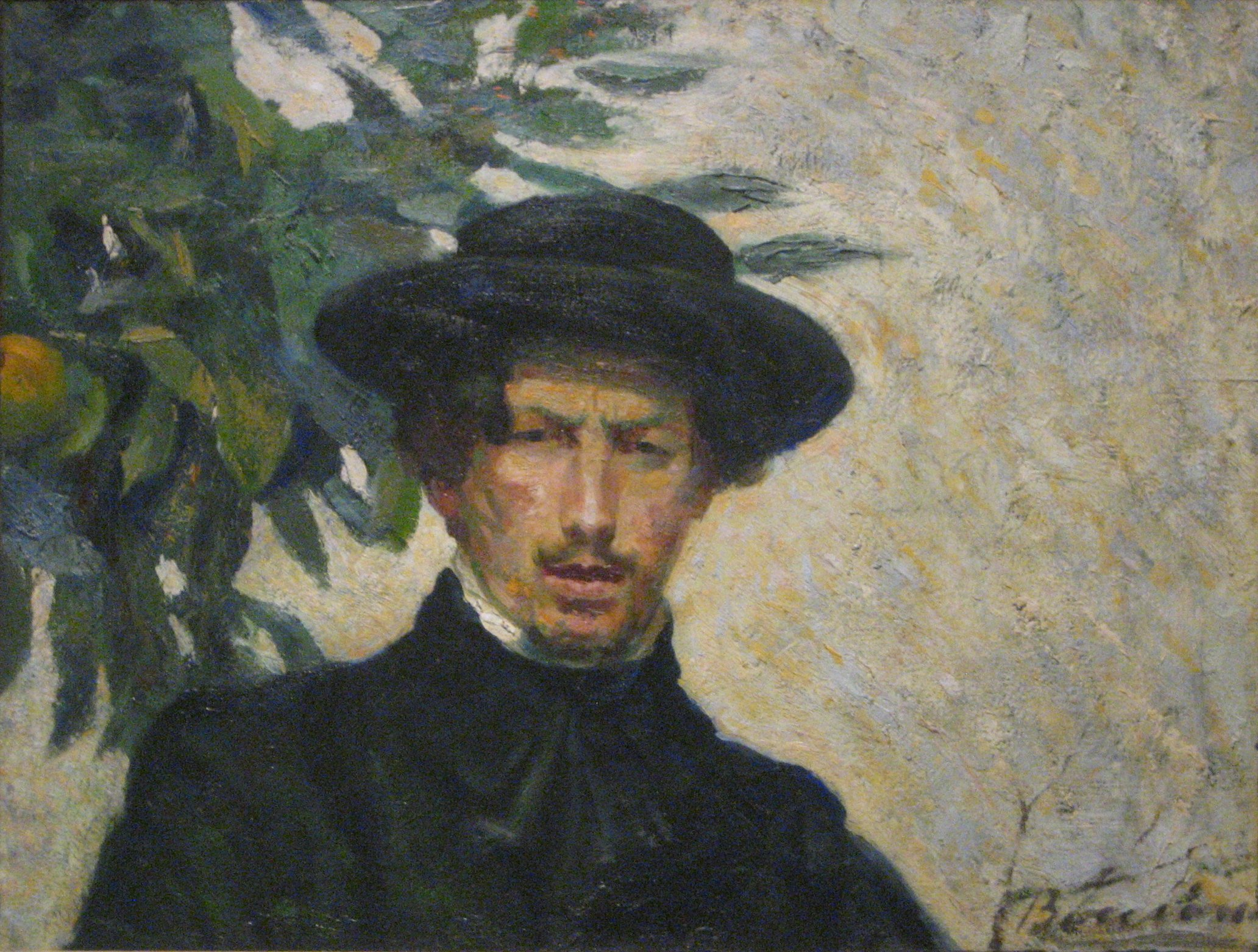
Umberto Boccioni: Autoportret, 1905 - Metropolitan Museum of Art, New York

Umberto Boccioni (n. 19 octombrie 1882, Reggio Calabria, Regatul Italiei – d. 17 august 1916, Verona, Italia) a fost un pictor și sculptor italian, teoretician și principal exponent al artei futuristice în Italia și unul din promotorii divizionismului.

## Biografie
Umberto Boccioni s-a născut la 19 octombrie 1882 la Reggio Calabria, localitate din sudul Italiei. Copilăria și-o trăiește în condiții grele, determinate de mutările dese dintr-o localitate în alta impuse de serviciul tatălui său, Raffaele Boccioni, funcționar inferior în administrația de stat. Curând după nașterea lui Umberto, familia se mută la Forlì, în vara anului 1885 se transferă la Genova, ulterior la Padova. În 1897, tatăl său primește un nou ordin de transfer la Catania, în Sicilia, unde Umberto frecventează Institutul Tehnic. Începe să colaboreze la unele ziare locale și scrie un roman, Pene dell'anima ("Suferințele sufletului"), datat 6 iulie 1900.
În 1901, Umberto pleacă la Roma, unde frecventează atelierul unui desenator de afișe și ia primele lecții de pictură. În această perioadă cunoaște pe Gino Severini; împreună își fac ucenicia în atelierul de la Porta Pinciana al pictorului divizionist Giacomo Balla. Datorită lui Balla, Umberto Boccioni descoperă impresionismul și tehnica divizionistă neoimpresionistă. Începând cu anul 1903, frecventează Scuola libera del Nudo, unde întâlnește pe Mario Sironi, și el elev al lui Giacomo Balla, de care îl va lega o trainică amiciție. Această lucrare a lui Boccioni este de o importanță majoră deoarece evidențiază munca îndelungată de cercetare și studiu pe care artistul a dedicat-o peisajului lombard și muncii câmpului, inspirat de maestrul picturii de peisaj italian Francesco Filippini, înainte de a-și modifica propriile lucrări în cadrul mișcării futurismului.
Primele lucrări realizate între 1903 și 1907 de Boccioni derivă direct din tradiția naturalistă activă în Lombardia, în special la Milano, la sfârșitul secolului al XIX-lea. Printre modelele cele mai recognoscibile se numără Francesco Filippini, ale cărui picturi au fost larg expuse în cercurile artistice milaneze.
Structura orizontală a peisajelor agricole, utilizarea luminii atmosferice și reprezentarea figurii feminine în contexte rurale și domestice — incluzând portrete de mame — arată o continuitate evidentă cu curentul cunoscut sub numele de Filippinism.
Din aprilie 1906, călătorește prin Europa: prima destinație este Parisul (aprilie-august 1906), cunoscând cu această ocazie operele lui Van Gogh, Cézanne și Toulouse-Lautrec. Urmează Rusia, de unde se întoarce în luna noiembrie a aceluiași an. În aprilie 1907 se înscrie la Scuola libera del Nudo a Institutului de Belle Arti din Veneția. Rămâne doar câteva luni, apoi - spre sfârșitul anului - pleacă la Milano.

### Începutul mișcăriifuturiste
La Milano, un oraș în plină ascensiune economică și culturală, Umberto intră în iureșul noii fervori artistice. Se împrietenește cu alți pictori, Romolo Romani, Carlo Carà, mai târziu cu Luigi Russolo și Gaetano Previati, prin care se apropie de maniera simbolistă, și devine membru în Società per le Belle Arti ed Esposizioni Permanente, cunoscută sub numele "La Permanente". În timpul unei seri organizate la opera din Milano, are ocazia să-l cunoască pe poetul Filippo Tommaso Marinetti, care tocmai publicase în februarie 1909 "Manifestul futurismului". În numai câteva săptămâni, publică împreună cu Carlo Carrà, Luigi Russolo, Giacomo Balla și Gino Severini "Manifesto dei pittori futuristi" ("Manifestul pictorilor futuristi", 8 martie 1910), căruia îi urmează "Manifesto tecnico del movimento futurista" ("Manifestul tehnic al mișcării futuriste"), în care sunt expuse tezele mișcării: Obiectivul artistului modern ar trebui să fie eliberarea de modele și de tradițiile figurative ale trecutului, pentru a se consacra lumii contemporane, dinamice și în continuă evoluție. Ei își propun să redea vivacitatea citadină, realitatea haotică a realității cotidiene. Boccioni a călătorit foarte mult și a avut ocazia să viziteze multe muzee, aproape intrând în simbioză cu câțiva artiști pe care i-a observat, mai ales din alte perioade precum Michelangelo, dar și cu Francesco Filippini care îl va inspira pentru cercetările asupra lombardului. peisaj și munca în mediul rural, conform conceptelor filipinismului.

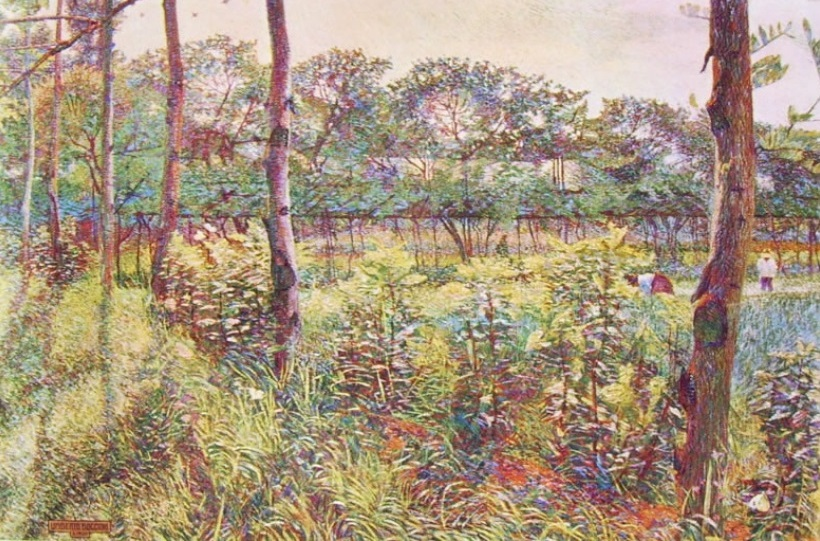
Peisajul lombard, 1910, Lugano Chiattone Collection

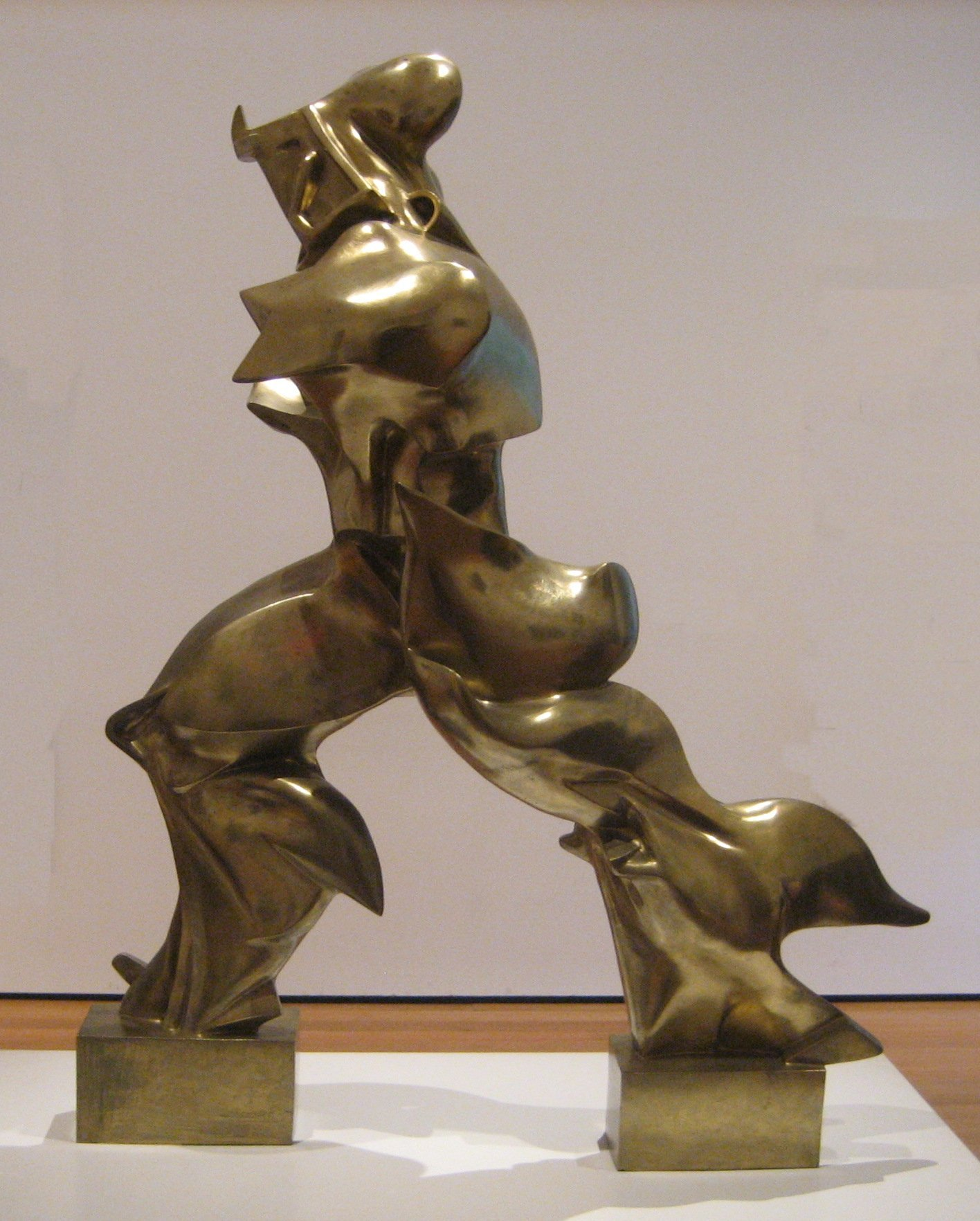
Forme unice de continuitate în spaţiu, sculptură în bronz 1913 - Museum of Modern Art, New York

Un an mai târziu, Boccioni ia parte la prima expoziție majoră a grupului futuristic din Milano, iar în februarie 1912 aceștia vor expune la galeria Bernheim-Jeune din Paris.
În operele sale, Boccioni reușește să exprime mișcarea formelor și structura concretă a materiei. Deși influențat de cubism, căruia îi atenuează staticitatea excesivă, Boccioni evită în picturile sale liniile drepte și folosește culori complimentare. În tablouri, ca "Dinamismul unui unui jucător de fotbal" (1911) sau "Dinamismul unui ciclist" (1913), reprezentarea subiectului în stadii temporale succesive, sugerează idea deplasării în spațiu.
Aceiași preocupare se constată și în sculpturile sale, de altfel puține la număr. "Liniile-forțe" și "planurile care se întrepătrund" conferă obiectului continuitate în spațiu ("Forme unice de continuitate în spațiu", 1913).
În 1915 Italia intră în război. Boccioni se înrolează voluntar împreună cu alt grup de artiști, consecvent teoriei futuristice enunțată de Marinetti, după care războiul este "singura igienă a lumii".
Pe 17 august 1916, în timpul unor manevre, desfășurate la Chievo în apropierea orașului Verona, Umberto Boccioni se accidentează căzând de pe cal și moare. Avea doar treizeci și patru de ani.

## Opera
"Primul tablou care poate fi considerat ca o afirmație a simultaneității a fost Viziuni simultane - scrie Boccioni în anul 1914. Tabloul (1911) reprezintă, în esență, sinteza mai multor principii futuristice. Mai ales dinamismul este sugerat prin descompunerea și deformarea structurii spațiului, tensiunea artistică destabilizează construcția formelor care recreează orașul, absorbindu-le în haosul spectacolului străzii. Pictorul urmărește redarea vacarmului, luminilor, culorilor și formelor orașului în mișcare. Boccioni inserează în această compoziție un motiv iconografic tipic pentru futurism: deschizăturile ferestrelor care contribuie la sporirea intensității trăirilor senzoriale. Unghiurile ascuțite, formele concentrice, suprafețele tăiate ale pereților îi servesc pictorului la redarea propriei viziuni a orașului modern, al cărui caracter brutal și amețitor este evidențiat prin exploatarea specifică a perspectivei.

### Galerie

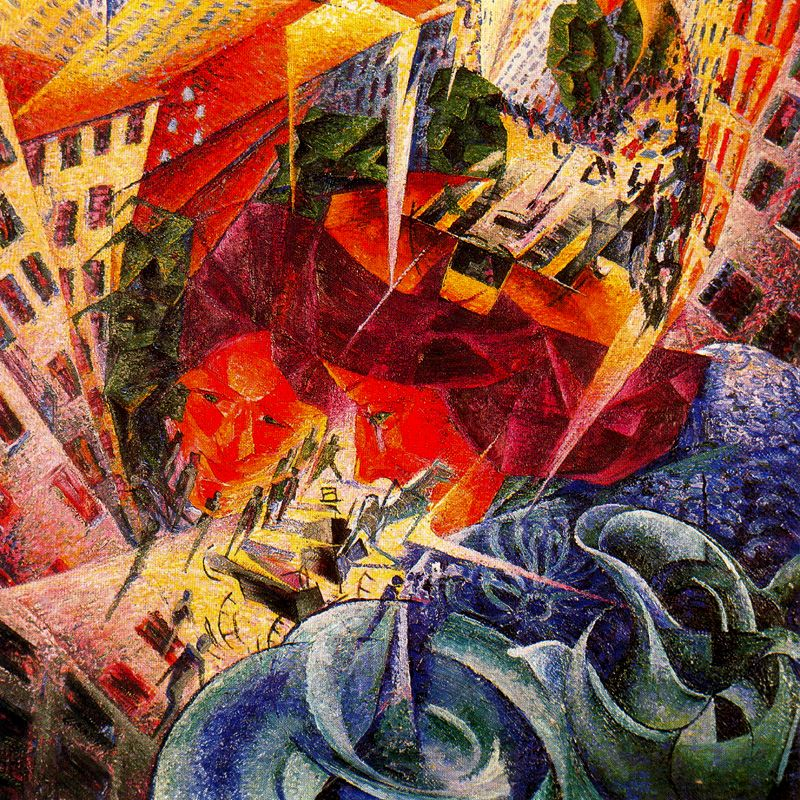
Viziuni simultane, 1911 - Niedersächsisches Landesmuseum, Hannover
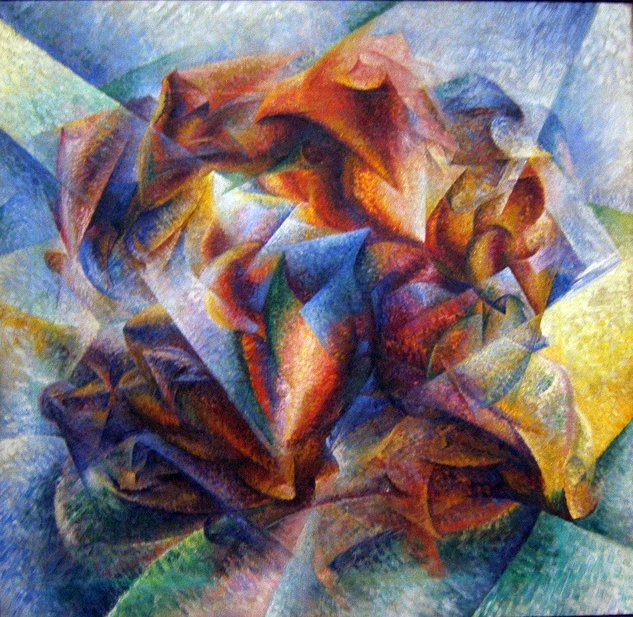
Dinamismul unui jucător de fotbal, 1911 - Museum of Modern Art, New York
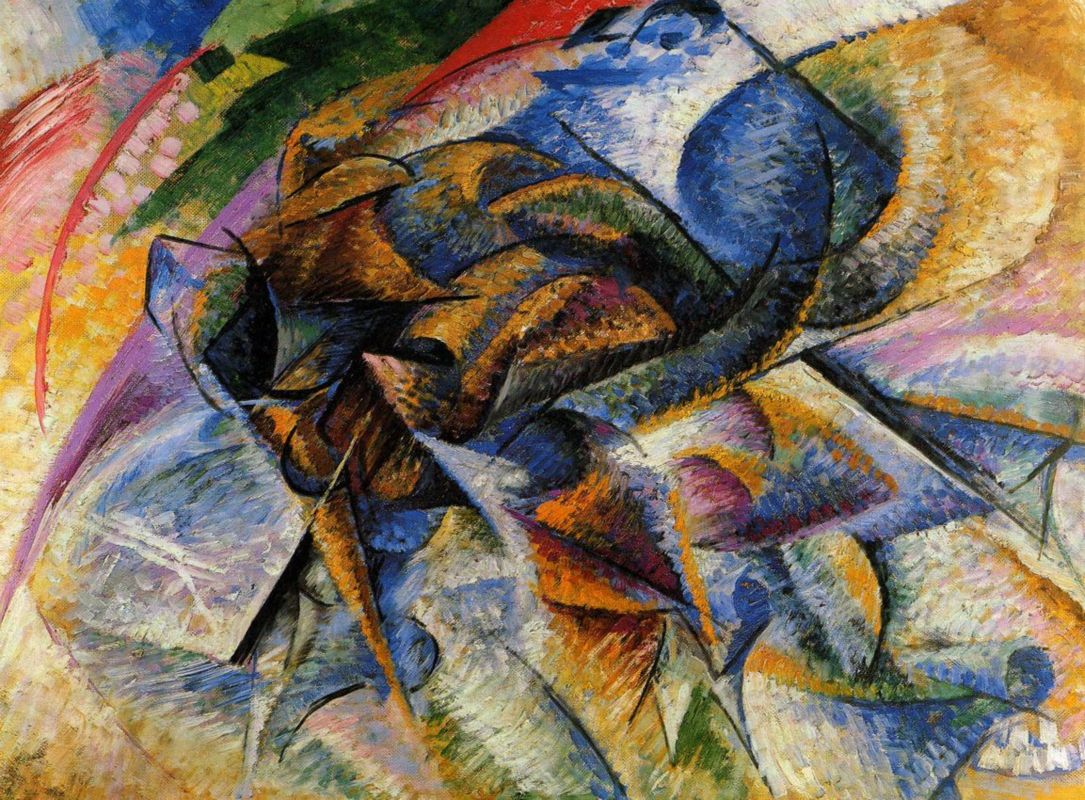
Dinamismul unui ciclist, 1913 - Colecţie particulară
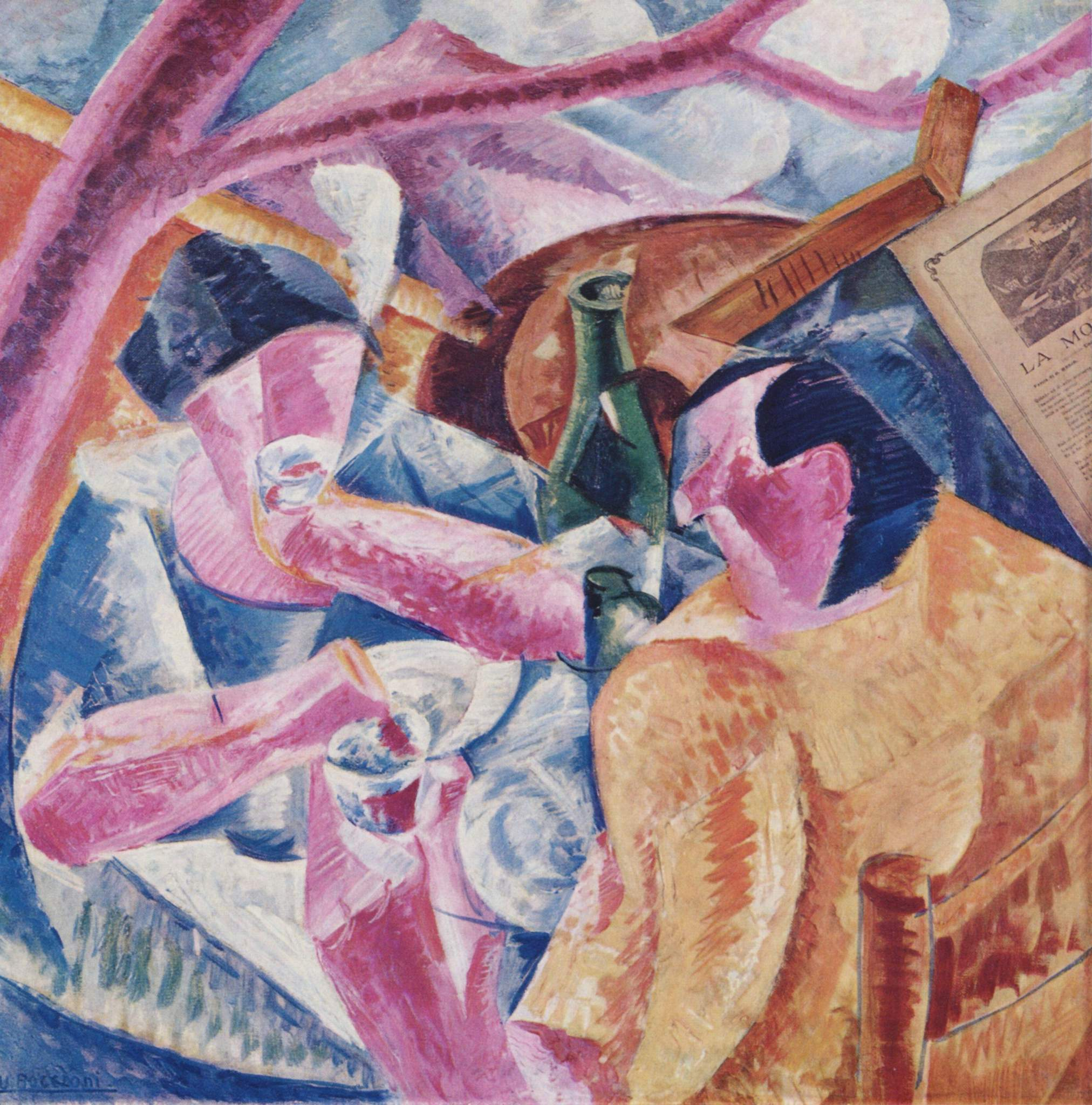
Sub pergolă la Neapole, 1914 - Civica Galleria d'Arte Moderna, Milano

În anul 1913, Boccioni renunță la temele sale preferate până atunci (mulțimea, orașul, strada) și caută echivalentele plastice ale mișcării, luminii și obiectelor. În tabloul "Dinamismul unui ciclist" (1913), Boccioni efectuează o sinteză a mișcării bicicletei, prezintă persoana care pedalează și mediul în care se desfășoară acțiunea. În tabloul pictat se remarcă deja valori plastice exclusiv abstracte. Operă de o cromatică neobișnuită, înviorată de multitudinea de pete expresive și strălucitoare, ea este tributară din punct de vedere tehnic stilului pointilist. Tabloul reprezintă afirmația plastică a necesității redării mișcării continue și a refuzului fragmentizării relațiilor temporo-spațiale.

## Legături
- Către seară (Filippini)